# Stibara morbillosa
Stibara morbillosa är en skalbaggsart som först beskrevs av Johan Christian Fabricius 1798.
Stibara morbillosa ingår i släktet Stibara och familjen långhorningar. Inga underarter finns listade i Catalogue of Life.